# Beautiful Stranger
"Beautiful Stranger" là một bài hát của nghệ sĩ thu âm người Mỹ Madonna nằm trong album nhạc phim của bộ phim năm 1999 Austin Powers: The Spy Who Shagged Me. Nó được phát hành làm đĩa đơn vào ngày 19 tháng 5 năm 1999 bởi Maverick Records. Bài hát được viết lời và sản xuất bởi Madonna và William Orbit, được lấy cảm hứng từ mối quan hệ tình cảm lúc bấy giờ giữa Madonna và nhà văn người Anh quốc Andy Bird. "Beautiful Stranger" còn xuất hiện trong hai album tuyệt phẩm của cô là GHV2 (2001) và Celebration (2009). Đây là một bản psychedelic pop với những âm thanh guitar vang dội và trống nổi bật, mang nội dung về sự mê hoặc của tình yêu.
Sau khi phát hành, "Beautiful Stranger" nhận được những phản ứng tích cực từ các nhà phê bình âm nhạc, trong đó họ đánh giá cao quá trình sản xuất của nó và sự phát triển trong âm nhạc của Madonna, sau thành công về mặt chuyên môn của album Ray of Light (1998). Nó cũng gặt hái những thành công vượt trội về mặt thương mại, đứng đầu các bảng xếp hạng ở Canada, Phần Lan và Ý, và lọt vào top 5 ở nhiều thị trường lớn như Úc, Đan Mạch, Ireland, New Zealand, Tây Ban Nha và Vương quốc Anh. Mặc dù không được phát hành thương mại tại Hoa Kỳ, bài hát đạt vị trí thứ 19 trên bảng xếp hạng Billboard Hot 100 nhờ vào lượng yêu cầu mạnh mẽ trên sóng phát thanh. Năm 2000, "Beautiful Stranger" nhận được hai đề cử giải Grammy cho Trình diễn giọng pop nữ xuất sắc nhất và Bài hát xuất sắc nhất thuộc thể loại phim điện ảnh, truyền hình hoặc phương tiện truyền thông khác, và chiến thắng giải sau. Tính đến nay, nó đã bán được hơn 2.5 triệu bản trên toàn thế giới.
Video ca nhạc cho "Beautiful Stranger" được đạo diễn bởi Brett Ratner, với sự tham gia diễn xuất của Mike Myers dưới hình tượng nhân vật Austin Powers. Ở cuối video, Madonna tán tỉnh Myers và rời đi trên chiếc xe của anh. Nó đã chiến thắng một giải Video âm nhạc của MTV cho Video xuất sắc nhất từ một bộ phim vào năm 1999. Madonna đã trình diễn bài hát trong chuyến lưu diễn Drowned World Tour (2001), và nó đã được hát lại bởi một số nghệ sĩ, bao gồm phiên bản được giới chuyên môn đánh giá cao của ban nhạc rock nước Úc DMA's.

## Danh sách bài hát
| Đĩa 7" tại Vương quốc Anh, đĩa đơn cassette và CD 2 đĩa tại châu Âu (W495) 1. "Beautiful Stranger" (bản LP) – 4:22 2. "Beautiful Stranger" (Calderone Radio Mix) – 4:00 Đĩa CD tại châu Âu / Úc / Nhật (W495CD, 9362-44699-2) 1. "Beautiful Stranger" (bản LP) – 4:22 2. "Beautiful Stranger" (Calderone Club Mix) – 10:12 3. "Beautiful Stranger" (Calderone Radio Mix) – 4:00 | Đĩa 12" quảng bá tại Mỹ (PRO-A-9838-A) 1. "Beautiful Stranger" (Calderone Club Mix) – 10:12 2. "Beautiful Stranger" (Calderone Radio Mix) – 4:00 3. "Beautiful Stranger" (New Club chỉnh sửa) – 5:12 4. "Beautiful Stranger" (bản LP) – 4:22 Đĩa CD quảng bá tại Mỹ và Vương quốc Anh (PRO-CD-9760, PR0-1417-CD) 1. "Beautiful Stranger" (William Orbit Radio chỉnh sửa) – 3:58 2. "Beautiful Stranger" (bản LP) – 4:22 |

## Danh sách những phiên bản chính thức
- Phiên bản nhạc phim - 4:51
- Lite Radio Mix - 5:00
- Nhạc đệm - 4:21
- Acapella - 3:41
- Phiên bản video - 4:32
- Nhạc đệm video - 4:32
- William Orbit Radio chỉnh sửa - 3:59
- William Orbit Radio chỉnh sửa Không lời - 3:40
- Chỉnh sửa (William Orbit CD quảng cáo) - 3:50
- Victor Calderone Club Mix - 10:13
- Victor Calderone Dub Mix - 6:20
- Victor Calderone Radio chỉnh sửa - 4:03
- Victor Calderone New Club chỉnh sửa - 5:11

## Xếp hạng
| Chart (1999)                          | Peak position |
| ------------------------------------- | ------------- |
| Úc (ARIA)                             | 5             |
| Áo (Ö3 Austria Top 40)                | 14            |
| Bỉ (Ultratop 50 Flanders)             | 15            |
| Bỉ (Ultratop 50 Wallonia)             | 12            |
| Canada (RPM)                          | 1             |
| Canada Adult Contemporary (RPM)       | 1             |
| Canada Dance/Urban (RPM)              | 1             |
| Đan Mạch (Tracklisten)                | 4             |
| Châu Âu (European Hot 100 Singles)    | 2             |
| Phần Lan (Suomen virallinen lista)    | 1             |
| Pháp (SNEP)                           | 17            |
| Đức (Official German Charts)          | 13            |
| Ireland (IRMA)                        | 3             |
| Ý (FIMI)                              | 1             |
| Hà Lan (Dutch Top 40)                 | 6             |
| Hà Lan (Single Top 100)               | 5             |
| New Zealand (Recorded Music NZ)       | 5             |
| Na Uy (VG-lista)                      | 8             |
| Scotland (OCC)                        | 2             |
| Tây Ban Nha (PROMUSICAE)              | 4             |
| Thụy Điển (Sverigetopplistan)         | 15            |
| Thụy Sĩ (Schweizer Hitparade)         | 6             |
| Anh Quốc (OCC)                        | 2             |
| Hoa Kỳ Billboard Hot 100              | 19            |
| Hoa Kỳ Adult Contemporary (Billboard) | 23            |
| Hoa Kỳ Adult Pop Airplay (Billboard)  | 9             |
| Hoa Kỳ Dance Club Songs (Billboard)   | 1             |
| Hoa Kỳ Latin Pop Songs (Billboard)    | 25            |
| Hoa Kỳ Pop Airplay (Billboard)        | 8             |

| Bảng xếp hạng (1999)                 | Vị trí |
| ------------------------------------ | ------ |
| Australia (ARIA)                     | 34     |
| Belgium (Ultratop Flanders)          | 68     |
| Belgium (Ultratop Wallonia)          | 55     |
| Canada (RPM)                         | 14     |
| Canada Adult Contemporary (RPM)      | 29     |
| Canada Dance/Urban (RPM)             | 16     |
| Europe (European Hot 100 Singles)    | 45     |
| Finland (Suomen virallinen lista)    | 12     |
| France (SNEP)                        | 48     |
| Germany (Official German Charts)     | 98     |
| Italian Singles (FIMI)               | 14     |
| Netherlands (Dutch Top 40)           | 49     |
| Netherlands (Single Top 100)         | 54     |
| Spain (PROMUSICAE)                   | 54     |
| Switzerland (Schweizer Hitparade)    | 45     |
| UK Singles (Official Charts Company) | 23     |
| US Dance Club Songs (Billboard)      | 31     |

## Chứng nhận
| Quốc gia                                                                           | Chứng nhận | Số đơn vị/doanh số chứng nhận |
| ---------------------------------------------------------------------------------- | ---------- | ----------------------------- |
| Úc (ARIA)                                                                          | Vàng       | 35.000^                       |
| Pháp (SNEP)                                                                        | Bạc        | 125.000*                      |
| Anh Quốc (BPI)                                                                     | Vàng       | 532,500                       |
| * Chứng nhận dựa theo doanh số tiêu thụ. ^ Chứng nhận dựa theo doanh số nhập hàng. |            |                               |